# Ensemble Montréal
Ensemble Montréal est un parti politique municipal de Montréal, au Québec, formant l'opposition officielle au conseil municipal. Le parti est au pouvoir de 2013 à 2017 sous la direction de Denis Coderre et sous la dénomination d'Équipe Denis Coderre pour Montréal. 
Lors du mandat 2021-2025, les 23 élus d’Ensemble Montréal forment l'opposition officielle et proviennent de plusieurs arrondissements de Montréal, notamment ceux de Montréal-Nord, Outremont, Saint-Léonard, Saint-Laurent, Pierrefonds-Roxboro et L'Île-Bizard–Sainte-Geneviève, où le parti obtient les postes de maires d'arrondissement. Du 16 novembre 2021 au 28 février 2025, Aref Salem tient le rôle de chef par intérim jusqu'à ce que Soraya Martinez Ferrada, une ancienne députée libérale, soit élue cheffe en vue des élections de 2025.

## Description
Le parti est formé en 2013 sous le nom Équipe Denis Coderre pour Montréal pour soutenir la candidature de Denis Coderre à la mairie de Montréal lors des élections municipales du 3 novembre 2013. Un total de 17 membres du conseil municipal de Montréal ainsi que des conseillers d'arrondissements rejoignent l'Équipe Denis Coderre au cours du printemps 2013, dont la mairesse Chantal Rouleau, et certains élus sans étiquette, des anciens d'Union Montréal , depuis la dissolution de ce parti à la suite de la démission de Gérald Tremblay de son poste de maire en 2012. Le parti a également présenté la candidature de nouveaux venus en politique, comme l'ancien journaliste de Radio-Canada Philippe Schnobb qui est maintenant le président de la STM.
À l'élection suivante, malgré une hausse du nombre d'électeurs ayant voté pour l'équipe Coderre, le parti essuie un échec. Son chef est défait à la mairie par la candidate de Projet Montréal, Valérie Plante, et le parti ne remporte que 25 sièges au conseil municipal, perdant la majorité qu'il avait à la dissolution. Le soir de la défaite, Denis Coderre annonce qu'il quitte la vie politique municipale. Dans les jours qui suivent, les élus du parti nomment le conseiller Lionel Perez pour assurer le rôle de chef par intérim et déclenche un processus visant à transformer ce qui était jusqu'alors plutôt une bannière politique en un véritable parti municipal qui se nommera à terme Ensemble Montréal.
Lors du mandat 2021-2025, le parti réussit à obtenir les postes de maires d'arrondissement de plusieurs d'entre eux, soit Montréal-Nord avec Christine Black, Outremont avec Laurent Desbois, Saint-Léonard avec Michel Bissonnet, Saint-Laurent avec Alan DeSousa), Pierrefonds-Roxboro avec Dimitrios (Jim) Beis et L'Île-Bizard–Sainte-Geneviève avec Stéphane Côté puis Doug Hurley. Depuis le 16 novembre 2021, Aref Salem tient le rôle de chef par intérim et les 23 élus qui siègent au conseil municipal forment l'opposition officielle.
Le 28 février 2025, Soraya Martinez Ferrada, une ancienne députée et ministre libérale sous Justin Trudeau, est élue cheffe de la formation politique. Elle avait de 2005 à 2009 occupé le poste de conseillère municipale du district Saint-Michel pour le parti Union Montréal puis pour le parti Vision Montréal. 

## Résultats électoraux
|         |  |
| 32,15 % |  |
|         |  |

|         |          |
| 27 / 64 | (42,2 %) |
|         |          |

|         |  |
| 45,66 % |  |
|         |  |

|         |          |
| 25 / 64 | (39,1 %) |
|         |          |

|         |  |
| 37,97 % |  |
|         |  |

|         |          |
| 23 / 64 | (35,9 %) |
|         |          |